# Ribeira de Aljezur
A ribeira de Aljezur, também conhecida como ribeira da Cerca, nasce na serra de Monchique e desagua no oceano Atlântico, na praia da Amoreira, em Portugal.

## Descrição
Inicia-se na serra de Monchique e termina na praia da Amoreira, passando pela vila de Aljezur, que divide ao meio. É considerado um dos principais ecossistemas do Parque Natural do Sudoeste Alentejano e Costa Vicentina, contendo uma rica e diversa flora e fauna, que é composta principalmente por amieiros e choupos, e várias aves, nomeadamente rouxinóis e águias.
Por vezes a ribeira perde a conexão com o mar, devido ao assoreamento do canal, com a água da ribeira a ficar deteriorada  e muitas das espécies que crescem no seu estuário a não conseguir sobreviver. As águas paradas provocam o surgimento de muitos mosquitos. A Câmara de Aljezur, em articulação com a Agência Portuguesa do Ambiente e Administração de Região Hidrográfica, normalmente abre novamente o canal através de diversos meios humanos e técnicos, como máquinas giratórias e outra maquinaria pesada.